# VGA прикључак
VGA порт, конектор или прикључак је врста рачунарског порта, конектора или прикључка који се углавном користи за повезивање монитора са рачунаром.
Налази се најчешће на позадини лични рачунара. Од почетка 21. вијека почиње се уводити напреднији ДВИ конектор, али у овом тренутку (2009.) оба конектора су у раширеној употреби.

## Стандард и новији ВЕСА ДДЦ2 распоред
Треба напоменути да постоје два слична распореда пинова, стандардни и новији ВЕСА ДДЦ2. Новији монитори могу да шаљу и примају податке од рачунара преко пина 12, и сатни („клок“) пулсеви се јављају на пину 15. На пину 9 графичка картица даје +5 V.

## Распоред пинова
Распоред пинова за новији ВГА ВЕСА ДДЦ2 стандард се може видјети на слици.
- Пин 1 - ЦРВЕНА боја,
- Пин 2 - ЗЕЛЕНА боја,
- Пин 3 - ПЛАВА боја,
- Пин 4 - није спојено,
- Пин 5 - минус вод хоризонталне синхронизације,

- Пин 6 - ЦРВЕНА боја повратак (минус пол),
- Пин 7 - ЗЕЛЕНА боја повратак (минус пол),
- Пин 8 - ПЛАВА боја повратак (минус пол),
- Пин 9 - осјетило, (SENSE), +5 V од графичке картице
- Пин 10 - минус вод вертикалне синхронизације,

- Пин 11 - није спојено,
- Пин 12 - СДА подаци унутра и ван, (SDA, I²C data)
- Пин 13 - Хоризонтална синхронизација,
- Пин 14 - Вертикална синхронизација,
- Пин 15 - СЦЛ сатни („клок“) пулс, (SCL, I²C clock)

## Сигнали
Пинови 1,2 и 3, који шаљу информације о интензитету боја монитору, имају напонски ниво од 0 до 1.5 Волти. Пинови за хоризонталну и вертикалну синхронизацију имају нормалан напон од 3-5 V, а за вријеме пулса 0 V.

### Резолуција 640x480 пиксела и освежавање екрана са 60
- Видео информације се преносе 12 милисекунди (једно освјежавање екрана), са паузама од 2 милисекунде између фрејмова.

- Пин 14 за вертикалну синхронизацију шаље пулс ширине 64 микросекунде, сваких 14.4 милисекунди.

- Пин 13 за хоризонталну синхронизацију шаље негативни пулс ширине 4 микросекунде сваке 32 микросекунде.

## Кориштена литература
- ,  0-13-081949-2, страна 179